# پورتو لگوئیزامو
پورتو لگوئیزامو (انگلیسی: Puerto Leguízamo) نام شهری در کشور کلمبیا است.